# 児童文化センター
児童文化センター（じどうぶんかセンター）は、日本の青少年教育施設。文部科学省の定義では「少年に対し科学知識の普及、実習実験の場を提供し　青年のかん養、生活指導等を行い、健全な自発的行動の促進を図るための施設」とされている。

## 児童館との違い
設置の目的や趣旨は、児童館とよく似ているが、児童館は児童福祉法に基づいた児童厚生施設の一つで、厚生労働省の所管。地域で児童に健全な遊びを与え、その健康を増進し、情操を豊かにするというのが目的である。児童文化センターは、文部科学省が所管する社会教育施設の中の青少年教育施設で、教育、文化芸術の色彩が強い。児童館が2019年（令和元年）の統計で、全国に公営、民営合わせて、4,453ヵ所あるのに対して、2015年（平成27年）の社会教育調査によれば41ヵ所しかない。ほとんどが市立で、ごく一部に県立、町立、村立があり、国立はない。

## 運営内容
たとえば、米子市児童文化センターでは、プラネタリウムや天体観測室、図書室、工作や音楽などさまざまな興味関心に対応するクラブ室、プレーパークなどがあり、これは前橋市や大阪府などども同様である。主要な活動は、児童文化講座の開催、児童の団体、クラブ活動の育成、リクレーションの指導、展示会、映画会、音楽会などの開催、資料集めと閲覧のための図書室、家庭教育の支援などである。